# Gospodăria românească
Gospodăria românească este spațiul administrativ și spiritual în care familia restrânsă sau extinsă română trăiește și își desfășoară activitatea spirituală și materială. 

## Spațiul administrativ
Spațiul administrativ în care se desfășoară activitata gospodarilor a căpătat denumirea de gospodărie și cuprinde atât locuința propriu-zisă cât și anexele aferente cu întreg spațiul deținut. Gospodăria extinsă cuprinde și spații de grădină de legume, livadă, teren arabil în funcție de obiceiurile specifice diferitelor zone. Gospodăria românească tradițională este diferit organizată și dezvoltată în funcție de posibilitățile materiale și cultura gospodarilor.

### Gospodăria țărănească - Scurt istoric
În societățile premoderne, importanța gospodăriei țărănești, și a țăranului agricultor ca lucrător al pământului și mai ales crescătorului de animale este primordială. Este remarcată importanța socială deosebită a ocupației țăranului, care este producător de bunuri și materii prime, a cărui muncă presupune un surplus de materie primă care să aducă hrană și celorlalte clase sociale, care nu se ocupă cu agricultura sau creșterea animalelor. Cu cât surplusul de produse rămas de la gospodăria țărănească  este mai mare cu atât mai ușor se vor hrăni și celelalte gospodării. Deci, cu cât gospodăria țărănească este mai prosperă, și mai bine utilată cu atât se vor hrăni celelalte clase sociale mai bine. De altfel, gospodăria țărănească a reprezentat multă vreme baza economică a societății.
Istoria a influențat așezarea gospodărească creând necesități deosebite. Astfel apare în zona de Sud-Est a României, în perioadele când năvălirile turcilor și tătarilor erau foarte dese, locuința sub pământ, bordeiul. Bordeiul, este o construcție cu dimensiuni reduse, care se poate efectua repede, săpând pământul. El poate avea formă paralelipipedică sau rotundă și este acoperit  cu paie, cu nuiele sau șiță, materii prime la îndemână. Are o singură cameră, ferestrele mici acoperite cu membrană din vezică de bou, pentru a păstra  căldura sau cu șiță de lemn. În perioadele mai blânde istoric, bordeiul prezintă o anexă laterală săpată în pământ care preia rolul de cămară sau cameră pentru depozitarea alimentelor.
Vatra este construită în mijlocul încăperii din piatră, pământ și din lut și are dublu rol - acela de încălzire și de preparare a hranei familiei, iar fumul se înalță ieșind prin  mijlocul acoperișului.
În zona Transilvaniei, zonă apărată de lanțul muntos al Munților Carpați, deci mai puțin amenințată de năvălirile barbarilor, bordeiul apare săpat în grădină, având rol de cămară răcoroasă pentru păstrarea alimentelor.
În perioadele calme ale istoriei gospodăria țărănească din Sud-Est evoluează, începând să fie înălțată deasupra pământului, construită din bârne de salcâm, lipite cu chirpici și fiind alcătuită din două încăperi, acoperită cu stuf sau nuiele de salcie sau salcâm, esențe des întâlnite în zonele de luncă. Astfel s-a ajuns ca în zilele noastre, gospodăria din această zonă, să fie cel mai adesea construită din cărămidă, fie arsă, fie nearsă, acoperită cu olane sau cu șită din lemn. Alături s-a adăugat și pridvorul din lemn care completează spațiul casnic și preia unele din activitățile desfășurate în casă, pentru perioada de vară fierbinte. De asemenea multe gospodării se completează cu fântâni proprii, unele chiar la mare adâncime.
Gospodăriile situate în Transilvania secolelor XII-XVI, având în vedere preluarea apărării marginilor Regatului Ungariei de desele năvăliri turcești și tătărești, încep să dezvolte un caracter militar, prin popularea cu soldați ai imperiului, transformându-se în mici cetăți întărite, construite din piatră și cărămidă, împrejmuite cu ziduri puternice, crenelate. Gospodarii lor sunt fie localnici crescători de animale, agricultori sau cavaleri ai gărzilor, cu soldații lor.
În prezent în zona Transilvaniei majoritatea gospodăriilor sunt alcătuite de: casă, căsuță continuate cu șop cu spațiu pentru depozitarea uneltelor, șură mare sub care se adăpostesc cotețele pentru porci. Casa este înaltă cu fundație adâncă construită din piatră de râu, pe beci și deține de cele mai multe ori trei încăperi: tinda care a preluat rolul holului de intrare, camera dinainte și cameră de zi, care uneori preia și rolul bucătăriei. Căsuța este casa bătrânească păstrată pe curte, în ea locuind de multe ori bătrânii, părinții. Acolo unde au rămas numai familiile tinere căsuța preia rolul bucătăriei și locuinței de vară. Gospodăria este continuată cu grădina de legume, urmată de livada de pomi fructiferi. Curtea este închisă aproape ca o cetate, cu poartă înaltă din blană de brad sau stejar și zid de piatră. Ferestrele sunt ferecate cu obloane de lemn gros cu balamale metalice.

#### Zona Munților Apuseni, Mocanii
La începutul sec. al XX-lea gospodăriile locuitorilor din această zonă prezintă așezarea cu case risipite pe coamele dealurilor, printre fânețe, creșterea animalelor și prelucrarea lemnului fiind ocupațiile de bază ale locuitorilor. Caracteristică zonei este casa cu moară, constituită din cameră de locuit, cămară, pridvor la fațadă, piuă și presă pentru ulei, vâltoare, grajduri pentru animale și șură mare, monumentală împrejmuite cu gard de răzlogi și vramniță.

#### Zona Țării Zarandului
Caracteristică acestei zone pomicole pentru sfârșitul secolului XIX este gospodăria cu curtea închisă de casă și de construcțiile anexe, pentru economisirea terenului. Gospodăria cuprinde: casa alcătuită din tindă, două camere de locuit și pridvor la fațadă, sistem de încălzire: sobă oarbă cu vatra în tindă. Bucătărie de vară, șopru, cămară, colnă pentru căzile cu borhot, (fructe fermentate), țuică, șură cu grajd, cămară pentru unelte, cotețe de porci, cuptoare de uscat fructe în livada gospodăriei. Gospodăria se închide cu poartă înaltă și deține cel mai adesea fântână cu roată.

#### Zona Podgoria Albă
Această zonă viticolă se caracterizează spre sfârșitul sec. al XVIII-lea prin gospodăria cu curte simplă, caracteristică așezărilor răsfirate. Casa prezintă două camere de locuit, cămări, pridvor pe trei laturi și pivniță. Sistem  de încălzire: vatră liberă cu ploatăn - cuptor de pâine în tindă, șură cu grajd, fânar „în furci” pentru adăpostirea furajelor, cămară, colnă, coteț de porci, teasc de struguri, poartă înaltă cu porumbar și este închisă cu garduri de răzlogi, de nuiele împletite și de scânduri. Majoritatea gospodăriilor au fântână cu cumpănă.

#### Zona Câmpiei Transilvaniei
Trăsătura principală pentru a doua jumătate a sec. al XIX-lea este gospodăria cu curte simplă, casă cu tindă, cameră de locuit și pridvor pe două laturi, cuptor de pâine în tindă, vatră liberă, șură de îmblătit (construcție caracteristică zonelor agricole), grajd pentru animale, cămară pentru produse cerealiere, groapă pentru cartofi, două cotețe de porci, coștei (construcție din nuiele împletite) pentru păstrat porumbul, fântână cu cumpănă.

#### Zona etnografică a Țării Năsăudului
Caracteristică este gospodăria cu curte simplă, casă cu tindă, cameră de locuit, cămară și pridvor pe două laturi, cuptor de pâine, cu vatră, șură cu două grajduri și colnă, piuă de ulei, presă cu pene, fânar, două cotețe de porci, poartă înaltă și gard din șipci de brad fântână cu roată.

#### Zona Călata
La începutul sec. al XIX-lea forma cea mai des întâlnită este gospodăria cu curte simplă, casă cu cameră de locuit, tindă și pridvor la fațadă, cuptor de pâine cu „băbătie” (sistem care apără acoperișul de scântei); șură cu grajd și colniță, cămară, colnă, cotețe, poartă scundă și gard de „cepuri” (nuiele de brad împletite vertical), fântână cu cumpănă.

#### Zona Maramureșului
Specifică zonei Maramureșului în sec. XVII-XVIII este gospodăria cu curte dublă (curtea casei, curtea animalelor). Casa este alcătuită din tindă, cameră de locuit, cămară, pridvor la fațadă și prisacă, pereți de lemn netencuiți în interior, cuptor cu „prichici” (ramă masivă de lemn, decorată, care mărginește vatra), fântână cu roată, poartă înaltă, sculptată (în curtea casei) și gard de nuiele, colnă pentru mijloacele de transport, șură cu două grajduri, fânar cu acoperiș fix, fânar cu acoperiș mobil, coteț de porci, fântână cu cumpănă, coștei de porumb.

#### Dotări moderne
Standarul locunței din gospodăriile țărănești a crescut la sfârșitul secolului XX atât prin inventarul îmbogățit cu mobilier de fabrică, telefon mobil, televizor color, mașină de spălat și nu de multe ori apă curentă adusă de pompă de la fântână, cât și adăugarea la construcție a băii și a garajului pentru mașină. Creșterea gradului de comfort a fost posibil și datorită veniturilor suplimentare în bani, aduse în gospodărie prin angajarea țăranilor, sau a unora dintre membrii gospodăriei, la fabricile din orașele apropiate. Acest lucru a făcut cu putință contractarea de credite în lei aducând un aport financiar sporit gospodărie

## Spațiul spiritual
Este spațiul în care legătura de neam și legătura spirituală (de duh, suflet), consfințită prin Sfânta Căsătorie reunește mentalitățile, gândirea și obiceiurile gospodarilor creând comportamente spirituale diferite, dar integrate în marele ansamblu spiritual, societatea.
Conform obiceiurilor de neam și moștenirii spirituale, gospodăria românească capătă valențe spirituale și materiale specifice zonelor geografice în care se situează. Geografia și clima locului de așezare au influența netăgăduit dezvoltarea gospodăriei în funcție de necesitățile ivite pe parcursul timpului. Istoria cu meandrele ei, cu luptele și viictoriile purtate, a creat căi de dezvoltare specifice diferitelor perioade. Poporul român fiind de la începuturile formări sale creștin, fluxurile spirituale și evoluțiile Sfintei Biserici au modelat gândirea și comportarea administrativă a indivizilor. Astfel, ca rezultat al stratificării spirituale și materiale, începând din secolele XII-XIV majoritatea locuințelor sunt așezate în apropierea surselor de apă și sunt adunate în jurul unui nucleu - lăcașul de cult, biserica - formând așezări mai mici (sate, comune) sau mai mari (cetăți, orașe).
Poporul Român fiind de la începuturile sale creștin, la baza întemeierii familiei stă Sfânta Cununie. Uniunea spirituală și materială astfel consimțită adaugă familiei reguli și legi cunoscute care trebuiesc respectate pentru ca bunăstarea morală, materială și spirituală să dăinuiască și să se răsfrângă asupra urmașilor și întregii familii. Familia clasică este condusă de tată, de comun acord cu mama și are în grijă copii născuți până la majorat (18 ani). De multe ori această grijă extinzându-se, se întemeiază familia extinsă. Copiii urmează părinților, la vârsta de 3 luni- 6 luni fiind botezați în credința strămoșească. Astfel din tată în fiu sunt preluate valorile creștine care au la bază cele 10 Porunci Dumnezeiești. Acestora li se adaugă cele 9 porunci Bisericești.